# Dalsspira
Dalsspira var Sveriges första och enda leveransmejeri för getmjölk. Mejeriet var anslutet till Sveriges gårdsmejerister, Dalslandsmat och Lokalproducerat i Väst AB.
Carina och Steve Johansson började med getmjölksproduktion på Gässbo Getgård år 2001. 2006 bytte de namn till Dalsspira och flyttade till nya lokaler i Rännelanda gamla skola i västra Dalsland, där mejeriet startades. Sedan starten tillverkade man getost och getmjölk. År 2010 utökades sortimentet med getyoghurt.
Företaget börsnoterades på Aktietorget den 21 december 2015.
Våren 2016 flyttades produktionen till Färgelanda. Samtidigt började man tillverka närproducerad komjölk för försäljning i närområdet.
Bolaget levererade till Coop och Ica. I augusti 2017 slöts avtal om leverans till Axfood. I augusti 2021 slöts även avtal om leverans till Lidl.
Dalsspira förklarades i konkurs den 13 december 2022.